# Balf

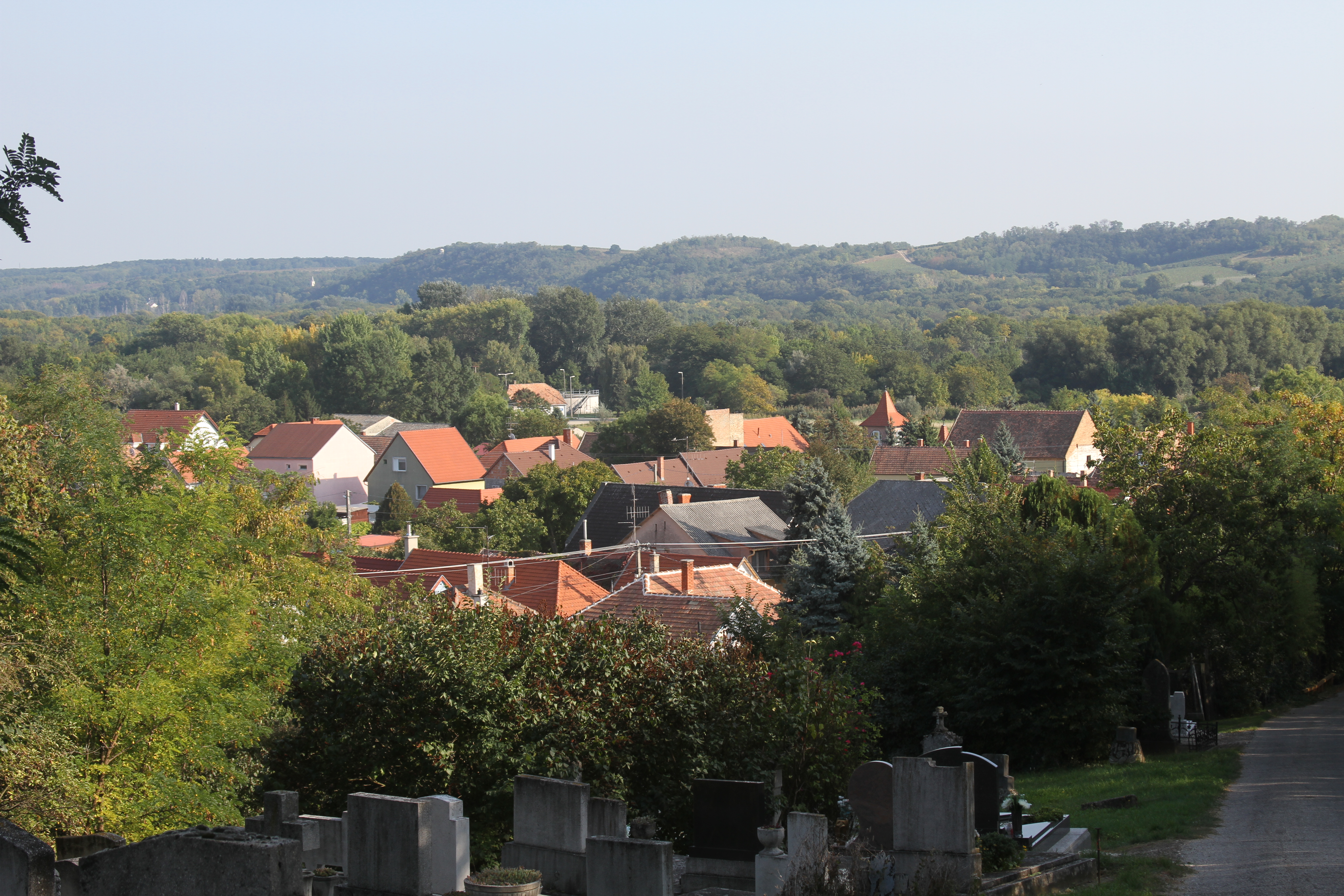
Kilátás a Temető-dombról

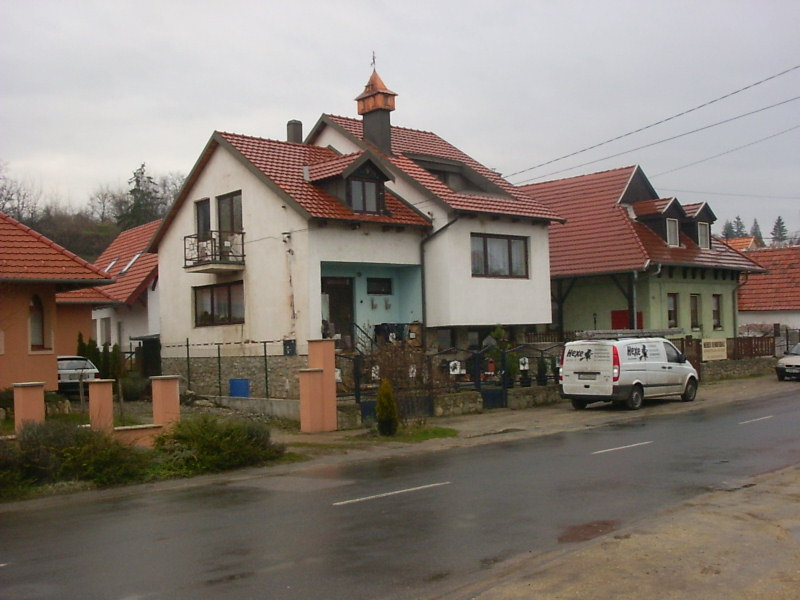
Érdekes kéménydíszítés

Balf (németül: Wolfs, régi nevén Sankt Wolfgang) Sopron településrésze, 1985-ig önálló község. A világörökség részét képező Fertő-táj egyik jelentős települése, s a soproni borvidék egyik jellegzetes és ismert szőlő és bortermelő helyszíne. Az egyéni termelők szinte minden családi házban fogyasztják és árusítják saját termésű vörös boraikat. Kellemes természeti környezetben fekszik, és sok műemlék épület található ebben a falusias városrészben. A Fertő tavi kerékpáros kirándulások magyarországi kiindulópontjaként is ismeretes.

## Fekvése
Sopron belvárosától 7 km távolságra délkeletre, a Fertő tó mellett bújik meg ez az alig 1000 fős településrész, megőrizve eredeti falusias jellegét. Az 1199-ben keltezett oklevél Farkasd néven említi. 1278-ban már Wolf néven szerepel az írásokban

### Megközelítése
A településrész legkönnyebb megközelítése a Fertőd térségétől Sopronig húzódó 8518-as úton (Balfi út), illetve a belvárosból induló 14-es számú helyi járatú autóbuszokkal lehetséges. A járatok sűrűsége óránkénti. A Sopronba tartó távolsági illetve helyközi autóbuszoknak is van megállóhelye. Kópházával és Fertőrákossal a 8526-os út kapcsolja össze.
A városrészt érinti a Győr–Sopron-vasútvonal, de annak egykori itteni Balf-fürdő megállóhelye mára megszűnt.

## Története

### Nevének eredete
Egy 1199-es oklevél Farkasd néven említi, 1278-ban azonban már Wolf néven szerepel az írásokban. A német névből keletkezett magyar (torzítású) hangzású név, ma is használatos elnevezés. A címer híven fejezi ki a városhoz tartozás történelmi hagyományait, de ugyanakkor a helyi közösség összetartozását is kifejezi.

### Keletkezése
Az időszámításunk szerinti 2. századból, 180-ból származó emlékek említik, hogy a balfi gyógyvizet már a rómaiak is használták. Balf története szinte a kezdetektől összefonódik Sopron város történelmével, Sopron polgárai a középkortól kezdték használni fürdésre az itteni gyógyvízeket. 1342-ben a falu egy részét megvásárolta a város. 1560-tól új fürdőépületeket emeltettek és számos nemesi és főnemesi család felkereste a fürdőt. Az 1631-ból származó kézirat szélesebb körben is népszerűsíti a gyógyhelyet, és mind fürdésre, mind  ivókúrára alkalmas vizét.
A fürdőhely 1876-ban, a vasút kiépülésével indult igazából fejlődésnek. A millenniumi években szálloda- és gyógypavilonok létesültek, kialakult a ma is látható 'gyógypark'. A 20. század fordulóján kezdődött a különösen a hurutos gyomorpanaszok ellen javasolt gyógyvíz palackozása.
A trianoni békeszerződést követően, más hazai üdülőhelyekhez hasonlóan a balfi is virágzásnak indult.

### Balf a 20. században
A település életében mindig meghatározó volt a szőlő, a mezőgazdaság, a gyógyvíz és ezzel a vendégek és betegek kiszolgálása.
Az 1900-as évek első harmadában a kereskedelmet a Hangya szövetkezet, majd a Földműves szövetkezet, az 1960-as évektől  az ÁFÉSZ szervezte meg. A faluban evangélikus iskola volt, ennek államosítsa után az általános iskolában tanították a gyermekeket.
A múlt század első évtizedeiben igen élénk volt a társadalmi élet: 1891-ben alakult meg az önkéntes tűzoltó egyesület, 1892-ben a Férfidalkör, 1904-ben a Bortermelők Egyesülete, 1909-ben a Gazdakör, 1924- a Katolikus Ifjúsági Egyesület, amelynek dalárdája 1925-ben Dalkoszorú néven férfi dalegyletté alakult át. 1925-ben Leventeegyesületet szerveztek. A 20. század végére  Fertő-parti  Védő és Szépítő Egyesület székhelyének ad otthont.
1898-ban a fürdőt megvette Wosinszky István katonaorvos Soprontól. Modernizálta és a lehetőségekhez képest felvirágoztatta. A második világháború alatt a fürdő tönkrement. Később államosították. Többszöri próbálkozás után, a soproni szanatóriumhoz kapcsolva, sikerült fejleszteni. Az időközben elszennyeződött forrásokat eltömték és helyettük 1973-ban három új, fúrt kutat létesítettek. A balfi víz hírneve mindig a kénes forrásokon alapult. Ezeket gyógyvíznek nyilvánították. A fürdő az 1960-as években kezdett újjáéledni. A jelenlegi fürdőkórházat 1975-ben hozták létre. A maximális kihasználása mára már indokolná a teljeskörű felújítását, korszerűsítését, tekintettel nemzetközi és országos vonzási körére.
Az 1921-es soproni népszavazáson a Farkasd község lakosságának többsége Ausztriához való csatlakozásra szavazott. Mivel azonban a teljes szavazási területen magyar többség alakult ki, a községet végül Magyarországnak ítélték.
A második világháborúban munkaszolgálatos tábort rendeztek be a községben, ahol mintegy 2000 ember lelte halálát, közöttük Szerb Antal író, irodalomtörténész , Sárközi György költő, a József és testvérei fordítója, és Vasvári Miklós (1898–1945) magyar ornitológus is. A foglyokat a Délkeleti védőállás építésére kényszerítették, amelynek célja az volt, hogy megakadályozza a Magyarországon már előrenyomuló szovjet csapatokat a Nagynémet Birodalom területére való behatolásban. A tábor túlélőinek száma rendkívül alacsony volt, mivel a munkaképtelenné vált – éhezéstől, kimerültségtől vagy betegségtől szenvedő – embereket meggyilkolták.
1945. március 28-án, a front közeledése miatt, a balfi tábort kiürítették, a megmaradt foglyokat gyalogmenetben a Linz közelében található mauthauseni koncentrációs táborba hajtották.
1945. március 31-én, közvetlenül a húsvéti ünnepek előestéjén, a faluban maradt zsidók többségét – mintegy 180 férfit és nőt – az SS egyik csendőralakulata a falu szélén lévő tankárokban agyonlőtte.
A második világháború után a német lakosság nagy részét deportálták.

### Közigazgatása

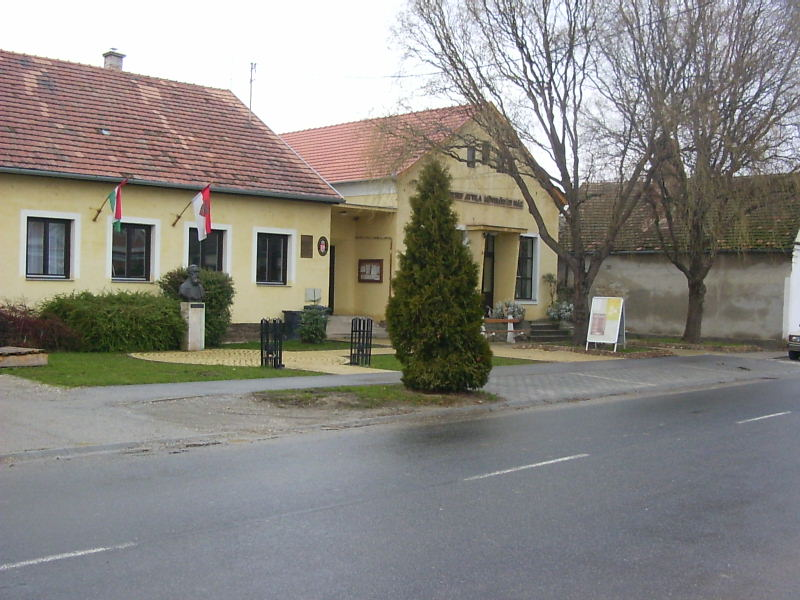
„Intézményközpont”. Előtérben gróf Apponyi Albert szobra

A település a 20. század elején még kisközség volt a Soproni járásban. A lakosság kétharmada élt a 20. század első felében szőlőmüvelésből. Ekkor indult meg a gyógyfürdő felvirágzása is. A községből és a környező településekről sokan bekapcsolódtak a fürdővendégek ellátásába és szolgálatába. Ezzel egyidőben a falu községi besorolást nyert.
A tanácsrendszer megalakulása után (1950)  Balfnak 1973-ig önálló tanácsa volt, attól kezdve megszűnt tanácsi székhelynek lenni, Kópházával alkotott közös tanácsot, majd 1985-ben csatolták Sopronhoz. Erről bővebben lásd az alábbi táblázatot!

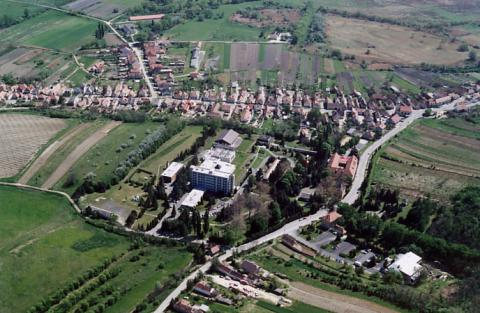
A gyógyfürdőkórház légifelvételen

| Főbb közigazgatás-történeti adatok 1900 óta | Főbb közigazgatás-történeti adatok 1900 óta |
| ------------------------------------------- | ------------------------------------------- |
| Megszűnése                                  |                                             |
| 1985                                        | Sopron városhoz csatolták                   |
| Rangja                                      |                                             |
| 1950-ig                                     | kisközség a Kópházi körjegyzőségben         |
| 1950–1973                                   | önálló tanácsú község                       |
| 1973–1984                                   | Kópháza községi közös tanács társközsége    |
| Területi beosztása                          |                                             |
| 1950-ig                                     | Sopron vármegye, Soproni járás              |
| 1950–1977                                   | Győr-Sopron megye, Soproni járás            |
| 1977–1984                                   | Győr-Sopron megye, Soproni városkörnyék     |

### Intézményei
- Az Állami Szanatórium fizikoterápiás osztályain reumás, mozgásszervi, ortopédiai és neurológiai megbetegedéseket ápolnak és sikerrel gyógyítanak.
- A balfi-víz palackozását már 1900-ban megkezdték. A balfi-víz hírneve a kénes forrásokon alapul. Ezeknek kalcium-magnézium-alkáli-hidrogénkarbonátos–kloridos (Fekete-kút),  kalcium-magnézium-hidrogénkarbonátos-szulfátos (Silvanus-kút), kalcium-magnézium-hidrogénkarbonátos-szulfátos-kloridos (Farkasd-kút) vize jelentős s nagy a szulfidion tartalmuk. Ezeket 1975-ben gyógyvízzé nyilvánították. A Fertő tó partján, a fürdőteleptől nyugatra található forrás mellett palackozót építettek. A palackozott savanyúvíz 1330 mg/l szabad szénsavat tartalmaz. Ásványvízként 1980-tól ismerik el.
- A soproni polgármesteri hivatal balfi kirendeltsége
- József Attila Kultúrotthon

## Nevezetességek, látnivalók

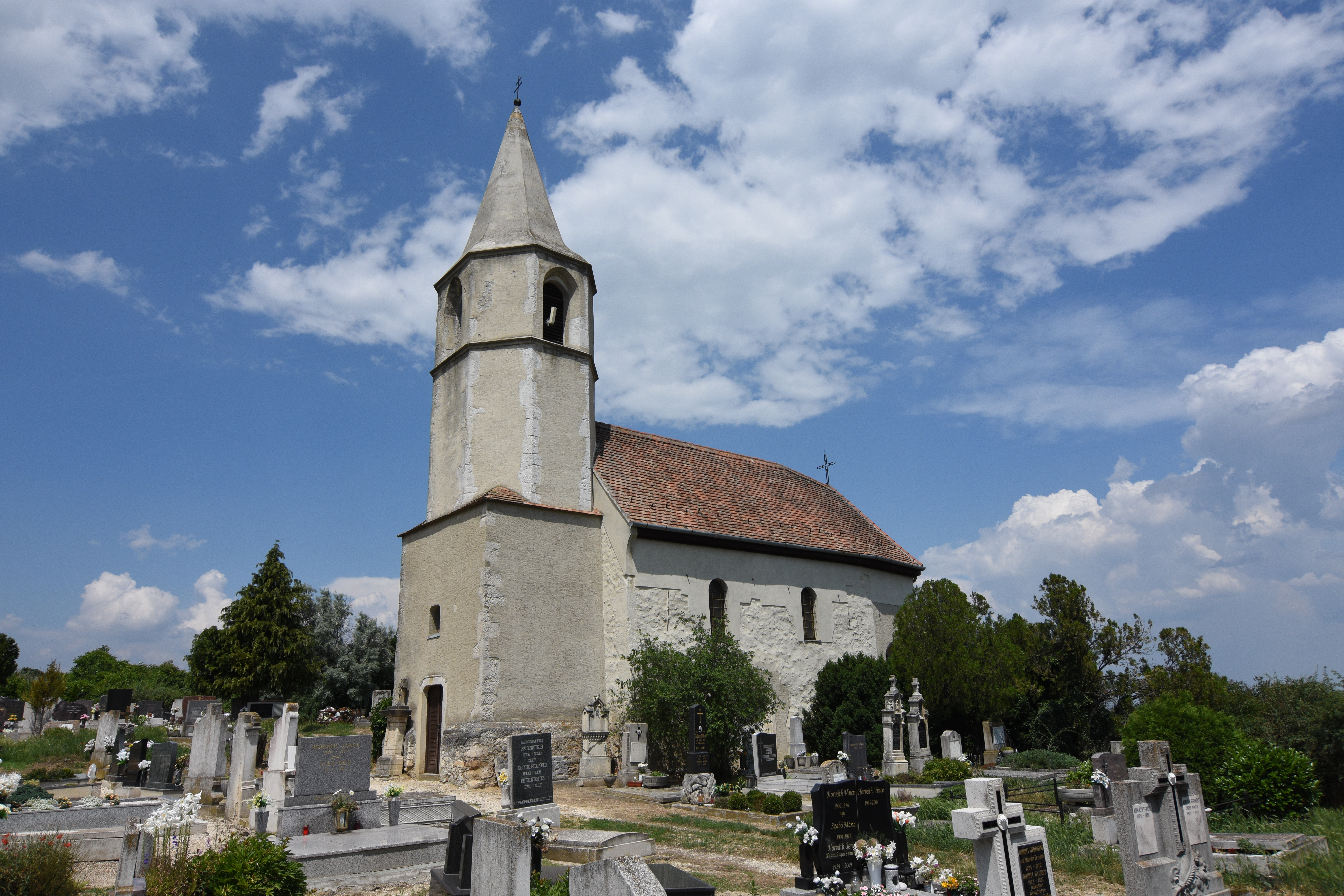
A Szent Farkas-kápolna, felújítás előtt

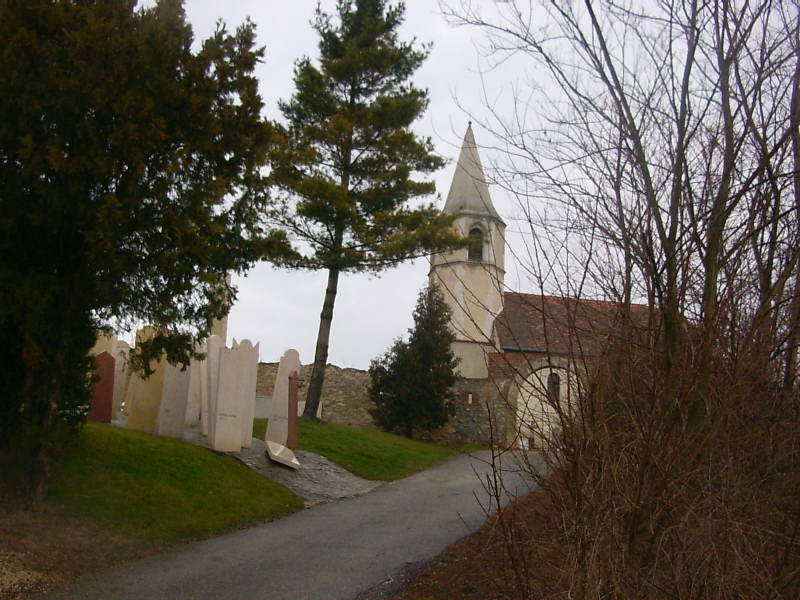
Szent Farkas-kápolna

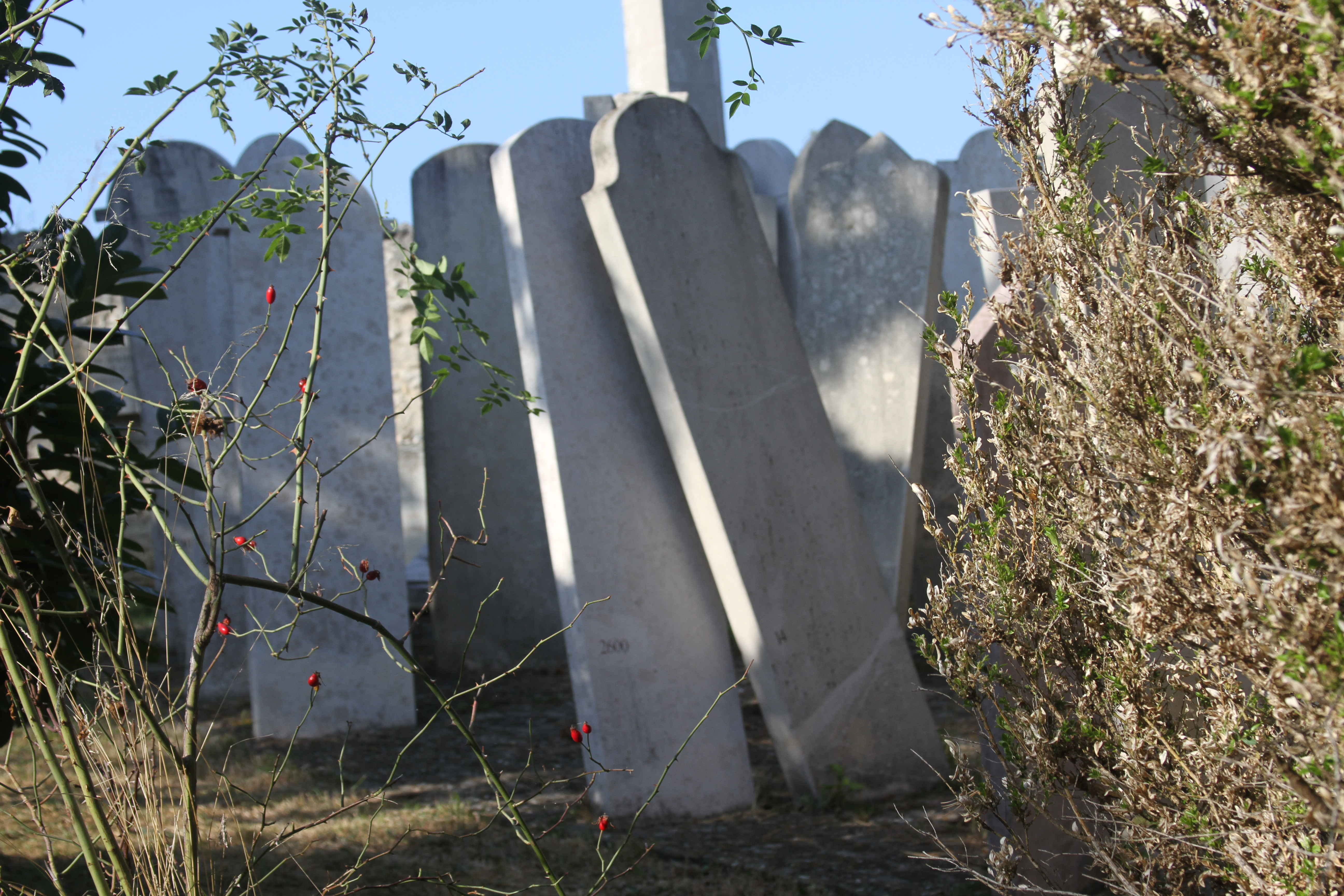
Tömegsír és nemzeti emlékhely. Szerb Antal író sírja is itt volt

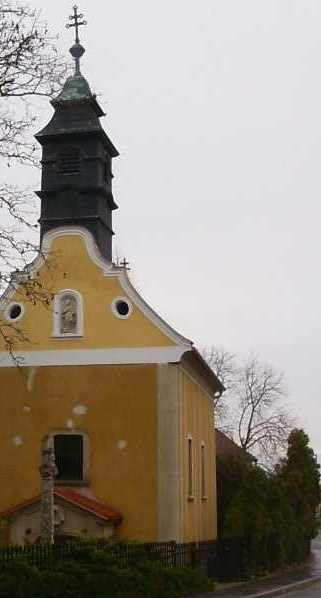
A Szent József fürdőkápolna a 2008/2009-es külső felújítás után

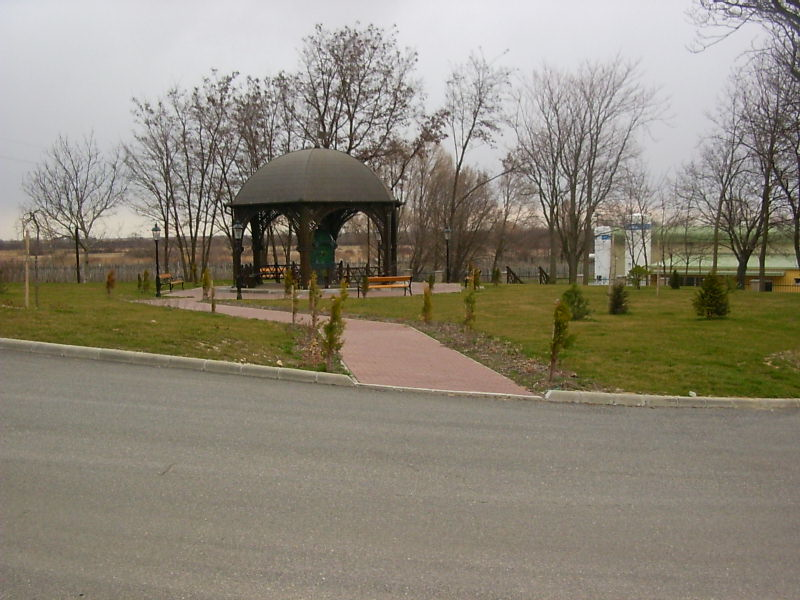
A gyógyvíz nyilvános ivókútjának pavilonja

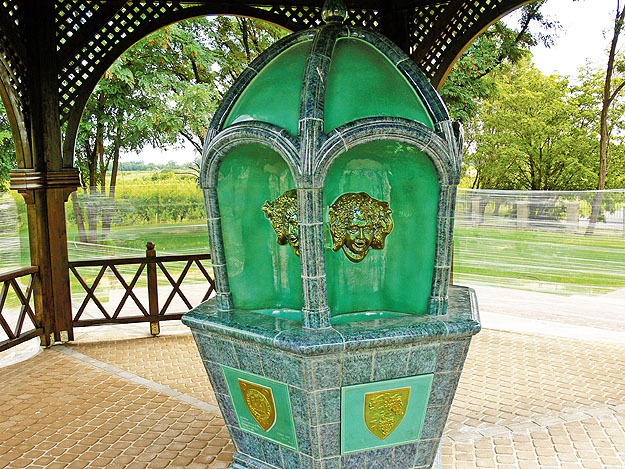
Ivókút

- Szent Farkas-templom

A Temető-domb tetején, a temetőben áll dísztelen egyszerűségben a templom. Hajdani erődfal töredéke által védve. A település korábbi elnevezésére utal a templom jelenlegi megnevezése.
A fallal kerített templomot 1336-ban említi először okirat, akkor még Miasszonyunk néven, Szent Farkast csak később választották a jobbágyközség plébániájának védőszentjéül. A templom legfeltűnőbb, messziről látható része a nyugati oldalához épült tornya. Alul négyszögletes, csaknem az egész homlokzattal egyenlő szélességű, a magas toronyalja dongaboltozatú. A négyzetes keresztmetszet az első párkányszint fölött szabályos nyolcszögűvé változik. Az emeleten tágas gótikus ablakok nyílnak, s kő gúlasisak koronázza meg e hazánkban nagyon ritka konstrukciót. A 15. században épült templom másik különlegessége, hogy a hajójához csatlakozó szentély a nyolcszög két oldalával zárul, mégpedig sarokkal kelet felé.
A hossztengelybe illesztett külső támpillér még külön ki is hangsúlyozza ezt a Magyarországon csak pár helyen előforduló alaprajzi megoldást. A gótikus szentélyt egyszerű keresztboltozat fedi, amelynek bordái kerek zárókőben találkoznak, a hajót már a 17.-18. századi átépítés stílusjegyei jellemzik. A régi, lőréses erődfal jórészt ma is áll. A kapu, félköríves szemöldökkövének bevésett évszáma szerint, 1653-ban készült, a templom ekkor az evangélikusoké volt. 1686-ban a Bécs ellen vonuló török had megrongálta az épületet, amelyet még az 1713. évi egyház-látogatási jegyzőkönyv is rossz karban lévőnek írt le.
A temetőkertben szép régi kő síremlékek láthatók. A szentély déli, gótikus ablaka alatti kriptában a Wosinski família tagjai – köztük István örökös római gróf – nyugszanak.
- Nemzeti Emlékhely

A temető kerítése mellett közvetlenül található meg a második világháború végén, az itteni munkatáborban meggyilkolt zsidó és kényszermunkások (munkaszolgálatosok)  emlékére örök mementóként emelt Winkler Barnabás és Kutas László tervei alapján felújított, Füredi Oszkár 1948-ban állított emlékműve.
Ugyanis 1944. december 4. és 1945. március 31. között Balfon az NSDAP és az SS felügyeletével a soproni vidék egyik legnagyobb erődítő munkatáborát létesítették azzal a céllal, hogy az ide hurcolt zsidó és keresztény kényszermunkásokkal, munkaszolgálatosokkal és más foglyokkal felépítsék az akkori német–magyar határvidéken a Südostwall (Délkeleti Fal) erődrendszert. A tömegsírban feküdt Szerb Antal magyar író is.
- Szent József Fürdőkápolna

A kápolnát Sopron városa építtette 1773-ban. Késő barokk stílusú épület, jelenleg külső tatarozása folyik. Az oltárt Sedlmayer András soproni kőfaragó mester faragta még a kápolna építése évében. Oltárképe Szent Józsefet a gyermekkel ábrázolja. A képet feltételezhetően idősebb Dorfmeister István festette. A tabernákulum tetején lévő kép bizonyítottan az ő műve. A kép egy leányt ábrázol galambbal.
- Evangélikus templom

Késő barokk épület. 1795-ben emelték, de a tornyát csak 1940-ben építették meg. A templom orgonáját 1822-ben König Fülöp soproni orgonakészítő mester építette.
- Gyógyfürdőkórház
- Gyógy-Kastélyszálló

A Gyógy-Kastélyszálló szervezetileg a szanatóriumhoz tartozik. Ez a szárny a fizetős vendégek részére van fenntartva.Neobarokk kastélyszálló és a barokk fürdőkápolna, Dorfmeister István faliképeivel. Az 1700-as évekből származó épületben antik- és stílbútorokkal berendezett, telefonnal, televízióval, minibárral ellátott szobák, apartmannok, továbbá szalon, áll a vendégek (betegek) rendelkezésére. A gyógyszállót üvegfolyosó köti össze a gyógy-komplexummal, wellness-szigettel. A szobákból csodálatos kilátás nyílik a park zöld pázsitjára, a pompázó virágokra, az antik szobrokra, a parkot átszelő patakra és az erdővel borított dombokra. A szállodában magyaros és nemzetközi étel specialitásokat kínáló étterem található, ahol a hagyományos szolgáltatásokon kívül lehetőséget biztosítanak diétás étkeztetésre is.
- Ivókút

A településrész északi végén 2009. év elején felavatott ivókút a Balfi víz palackozó üzeméhez közel létesült. Mellette az üzemi dolgozók bejárását megkönnyítő autóbusz megállóhely is található.
- Szobrok

Gróf Apponyi Albert szobra a polgármesteri hivatal kirendeltsége előtt (a soproni népszavazás előkészítésében játszott szerepe miatt)
Pietà-szobor. Keletkezési ideje: 1706.
I. világháborús szobor: a településről bevonultatott, hősi halált halt katonák emlékére
II. világháborús és kitelepítési emlékmű: a világháborúban hősi halált halt illetve a községből kitelepített lakosok emlékére. Az emlékmű kétnyelvű felirata: „Zum Gedenken den Opfern des 2.Weltkriges aus Wolfs und denen die am 1. und 14. Mai 1946. ihre Heimat verlassen Mussen. / A II. világháború balfi áldozatainak és azok emlékére akik, 1946. május 12. és 14. között szülőföldjük elhagyására kényszerültek.”
- Fertő-táj

A világörökség által védett tájnak ez a településrész fontos tartozéka. A Fertő tavi kerékpárutak egyik magyarországi kezdőpontja.

## Nevezetes emberek
- Horváth Teri (Rábatamási, 1929. augusztus 18. – 2009. március 6.) magyar színművésznő.

Az ötgyermekes Horváth család 1946-ban került Rábatamásiból Balfra, a németek kitelepítése után itt kaptak a megélhetésükhöz elegendő földet. Horváth Teri 17 éves volt akkor. Hamar beilleszkedtek, ők megszerették Balfot és a helyieket, s azok is szívesen befogadták a családot. A művésznő utolsó kívánsága volt, hogy szülei mellé temessék őt.
- Báró Solymosy Ödön (Balf, 1866. június 13. – Semmering 1915. május 19.) főnemes, politikus, országgyűlési